# 香港體育記者協會
香港體育記者協會 (簡稱體記協，英文：Hong Kong Sports Press Association) 於1988年成立，由香港體育記者所組成， 由霍啟剛擔任會長，現任主席為香港文匯報的資深體育記者朱凱勤。

## 首長
- 會長： 霍啟剛
- 副會長：貝鈞奇、許晉奎
- 名譽會長：林建名、朱樹豪
- 義務法律顧問：盧潤森
- 義務核數師：梁嘉培

## 執行委員會
- 主席： 趙燦輝
- 副主席：徐慧華、范家駿
- 義務秘書：郭思華、徐嘉怡
- 義務司庫：郭子龍
- 執行委員：邢安邦、李玥、范家駿、徐嘉怡、徐慧華、郭子龍、郭思華、郭海𣿭、郭灝然、趙燦輝、黎永淦

## 20佳運動員選舉
為慶祝成立20周年，香港體育記者協會聯同贊助商匯豐特別舉辦了匯豐香港體育記者協會二十佳運動員選舉，以表揚在1988年至2008年間為香港體壇屢創佳績的運動員。
得獎運動員包括：乒乓球的齊寶華、陳丹蕾、高禮澤、李靜、羽毛球的陳念慈、王晨、傷健劍擊的張偉良、壁球的趙詠賢、劍擊的何嘉麗、保齡球的許長國、桌球的傅家俊、單車的洪松蔭、黃金寶、三項鐵人的李致和、足球的李健和、山度士、滑浪風帆的李麗珊、武術的李暉、傷健田徑的蘇樺偉和籃球的翁金驊。大會又設立了勇創高峰獎，以鼓勵不怕困難、勇於挑戰自我的非競技體育項目的運動員。這個獎項由完成「7+2」創舉的攀山好手鍾建民取得。

## 外部連結
- 香港體育記者協會官方網頁
- 香港體育記者協會的Facebook專頁